# Cosmia jankowskii
Cosmia jankowskii là một loài bướm đêm trong họ Noctuidae.